# جک آر لوزما
جک رابرت لوزما (به انگلیسی: Jack Robert Lousma) فضانورد اهل کشور ایالات متحده آمریکا است که در ۲۹ فوریهٔ ۱۹۳۶ میلادی در گرند رپیدز، میشیگان زاده شد. وی در مأموریت اسکای‌لب ۳، اس‌تی‌اس-۳ حضور داشته است.